# Pieve di San Pancrazio (San Casciano in Val di Pesa)
La pieve di San Pancrazio è un luogo di culto cattolico situato a San Pancrazio, una frazione nel comune di San Casciano in Val di Pesa, in provincia di Firenze, nell'Arcidiocesi di Firenze.

## Storia
Si erge sulla collina che divide le valli della Pesa e del suo affluente Virginio. È già citata in documenti notarili risalenti al X e all'XI secolo. In quei documenti si parla di compravendite di terreni nel suo piviere da parte del monastero di Passignano.
Nella pieve risiedeva una comunità di canonici al cui interno veniva eletto il proposto, il quale era anche il signore del castello che si era formato intorno alla pieve. All'interno di quel castello avevano delle loro proprietà anche i nobili di Catignano e nel 1126 uno di loro, Zabollina da Catignano, ne fece dono al vescovo di Firenze. A causa delle ingerenze del Monastero di Passignano in data 28 giugno 1217 risulta una contesa giudiziaria tra i due enti. Il monastero di Passignano era sicuramente interessato al cospicuo patrimonio della pieve che tra il 1274 e il 1280 risulta tassato nelle decime per ben 40 lire. La contesa durò fino al 19 novembre 1301 quando il pievano Jacopo dei Buondelmonti, all'epoca patroni della chiesa, trovo un accordo con l'abate di Passignano che era suo zio.
Nel XV secolo venne costituita la Compagnia dell'Annunciazione e in quell'occasione la chiesa venne ampiamente rimaneggiata.
La Cappella di San Giovanni venne costruita nel 1563 dalla famiglia Del Pugliese mentre tra il 1585 e il 1596 vennero costruiti la casa canonica, il portale in facciata e all'interno venne realizzata la balaustra e l'altare maggiore ad opera del pievano Niccolò Cavalcanti, la cui famiglia aveva sostituito i Buondelmonti quali patroni della chiesa.
All'inizio del XX secolo la chiesa venne nuovamente restaurata e in quell'occasione gli interventi furono pesanti. I lavori diretti dall'architetto Pietro Berti riguardarono la facciata che venne ripristinata, venne rifatta una nuova copertura al tetto e all'interno venne aperto un finto matroneo.

## Descrizione

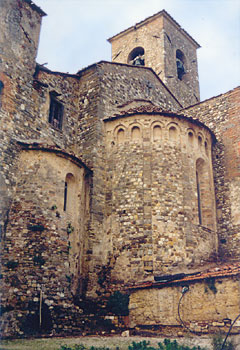
Pieve di San Pancrazio (abside)

### Esterno
La chiesa è ancora inserita all'interno dell'omonimo complesso plebano. Ha una pianta a tre navate coperte a tetto e concluse in origine da tre absidi semicircolari. Della originaria struttura romanica rimangono solo la torre campanaria e la tribuna. Nella tribuna si trovano le tre absidi di cui solo quella centrale appare ancora intatta e interamente visibile. La superficie dell'abside centrale è scandita da lesene e come nelle pievi di San Lazzaro e di Sant'Appiano sotto le arcatelle sono collocati dei fornici di stile lombardo. Delle absidi minori è parzialmente visibile solo quella di sinistra che presenta un paramento scandito da lesene collegate ad archetti.
La torre campanaria è realizzata con pietra arenaria e calcarea e non presenta alcuna apertura fino alla cella campanaria, parte quest'ultima realizzata in un'epoca più tarda.

### Interno
L'interno della chiesa è situato a un livello più basso del piano di campagna ed è diviso in tre navate scandite da cinque campate poggianti su quattro pilastri a sezione rettangolare che sostengono altrettante arcate dotate di risega come nella pievi di San Lazzaro e di San Pietro in Bossolo.
Nel restauro realizzato tra il 1903 il 1904 all'interno della chiesa vennero realizzati dei matronei, prima assenti.
Sulla parete destra si trova un affresco dei primi del XVI secolo raffigurante Madonna tra San Sebastiano e San Rocco mentre all'altare una tavola di Cenni di Francesco con la Madonna del Latte datata 1400 inserita insieme ad una cinquecentesca Natività all'interno di una tavola della scuola di Santi di Tito raffigurante Santa Cecilia e San Pancrazio.
All'altare maggiore, realizzato nel Settecento con marmi policromi, si trova un Crocifisso ligneo del XVI secolo.
Nella navata sinistra si trova la Crocifissione opera di Santi di Tito e datata 1590. Sull'altare della Compagnia è collocata l'Annunciazione da Domenico Frilli Croci, firmata e datata 1614, caratterizzata dalla composizione semplice, quasi arcaizzante e dal fresco e domestico naturalismo.

#### Lo studiolo del Pievano
Di enorme valore lo studiolo del pievano affrescato da Cosimo Gheri, allievo di Santi di Tito, con un ciclo di affreschi rappresentanti nella parte inferiore le Arti Liberali: Grammatica, Dialettica, Retorica, Musica, Aritmetica, Geometria e Astrologia; in quella superiore poeti e scienziati dall'età classica al rinascimento: Socrate, Petrarca, Dante, Varrone, Guido Cavalcanti, Talete, Boccaccio, Strabone, Sofocle, Virgilio, Empedocle e Esopo.

## Il piviere di San Pancrazio
- Chiesa di San Lorenzo a Castelvecchio (annesso alla Pieve)
- Chiesa dei Santi Martino e Giusto
- Chiesa di San Giusto a Lucardo (annesso al precedente)
- Chiesa di Santo Stefano (Lucignano)
- Chiesa di San Martino a Montagnana
- Chiesa di San Iacopo a Fezzano
- Chiesa di San Biagio (Poppiano)
- Chiesa di Sant'Andrea (Cellole)
- Chiesa di Santa Maria (Bignola) (annesso al precedente)
- Chiesa di Santa Maria a Monte Calvi
- Chiesa di San Vito (Corzano) (annesso al precedente)
- Chiesa di San Michele (Polvereto)
- Chiesa di San Pietro a Pergolato
- Chiesa di San Quirico in Collina
- Chiesa di San Pietro alla Ripa (annesso al precedente)
- Chiesa di Santa Cristina a Salivolpe
- Chiesa di San Pietro a Salivolpe (annesso al precedente)